# Abdul Rahman (Politiker, 1938)
Abdul Rahman bin Haji Abbas (* 15. April 1938 in Kampong Permatang Rambai, Kepala Batas, Penang, Malaysia) ist ein malaysischer Politiker.

## Biografie
Rahman wurde am 16. Juli 1982 der Titel Dato verliehen sowie am 1. Mai 2001 der Titel Dato Seri.
Am 9. Juli 2001 wurde er unter Verleihung des Titels Tun zum Gouverneur des Bundesstaates Penang ernannt.